# 魔法使いになれなかった女の子の話。
『魔法使いになれなかった女の子の話。』（まほうつかいになれなかったおんなのこのはなし）は、赤坂優月による日本のオンライン小説。略称は「まほなれ」。2018年3月から2019年9月まで『エブリスタ』にて連載された。
2024年10月から12月までテレビアニメが放送された。

## あらすじ
かつて魔法使いに助けられた少女クルミ＝ミライは、自分も魔法使いになるべく魔法の名門校・レットラン魔法学校に進学する。魔法使いになるには、この学校の国家魔法師養成専門学科（通称・マ組）へ入らなければならない。クルミは模試では優秀だったのだが、本番の試験では認められず普通科1組へ。夢を諦めかけていたクルミの前に、幼い少女の姿をした教師ミナミ＝スズキが現れ、1組全員を魔法使いにすると宣言する。クルミの夢が再び動き始めた。

## 登場人物
クルミ＝ミライ
声 - 菱川花菜
本作のヒロインである天然少女。幼いころから魔法使いに憧れるもそれを失い、失意の中で入学式を迎えることになる。
その後の生徒らとの交流により、何がやりたくて、なぜ魔法使いになりたかったかを思い悩むことになる。
ユズ＝エーデル
声 - 山田美鈴
もう1人のヒロイン。魔法使いを輩出する名家の令嬢。しかし普通科に入ることになり、魔法使いになる夢を諦めて現実に向き合おうとしていた。
非常にプライドが高く、他人に厳しく接するが自分にも厳しく努力を怠らない。ミナミの方針には反対するが、真面目な性格なので授業をボイコットせず受け入れる。
ミナミ＝スズキ
声 - 堀江由衣
クルミ達のクラス・普通科1年1組の担任。
クルミ達より幼い姿の少女だが、国から認められた国家魔法師（魔法使い）。1組の生徒全員を魔法使いにすると宣言し、魔法の授業を行う。
かつてクルミを助けた魔法使いと似た姿、同じ声だが関係は不明。
マキ=クミール
声 - 真野あゆみ
アスカ=クルマル
声 - 林幸矢
レモーネ＝ジューシー
声 - 後藤沙緒里
ミカーナ＝フルーティー
声 - 貫井柚佳
サリィ＝アンドル
声 - 鈴代紗弓
ドク＝パパロッティ
声 - 土岐隼一
テツ＝レイルウェイ
声 - 戸谷菊之介
マイク＝ショウ
声 - 坂田将吾
ノーザン=ハリス
声 - 緑川光
キョウ=クルマル
声 - 小林千晃
トラン＝アマサ
声 - 水中雅章
ソフィア＝スワン
声 - 荻野佳奈
エリカ＝ヒューズ
声 - 福積沙耶
スーミル＝アマサ
声 - 星谷実可子
アニク=クーマー
声 - 菅原慎介
部長
声 - 杜野まこ
副部長
声 - 橘龍丸
カイ=ミライ
声 - 小松未可子
保健の先生
声 - 櫻井浩美
クルミのおばあちゃん
声 - 片貝薫

## テレビアニメ
文化放送・DeNA・創通・毎日放送の共同企画によるオリジナルアニメ制作プロジェクト「Project ANIMA」の第2弾「異世界・ファンタジー部門」にて大賞を受賞し、アニメ化が決定した。『魔法使いになれなかった女の子の話』のタイトルで、2024年10月から12月まで、毎日放送・TBSテレビ『アニメイズム』枠ほかにて放送された。

### スタッフ
- 原案 - 赤坂優月「魔法使いになれなかった女の子の話。」[3]
- 総監督 - 渡部高志[3]
- 監督 - 松根マサト[3]
- シリーズ構成・脚本 - 金杉弘子[3]
- キャラクター原案 - 星野リリィ[3]
- キャラクターデザイン - 松浦麻衣[3]
- サブデザイン - 朱原デーナ
- プロップデザイン - 朱原デーナ、渡邉敬介、箱田ななみ、長谷川眞也、中原れい
- 美術監督 - 泉健太郎[3]
- 美術設定 - 泉健太郎、坂谷諒子
- 色彩設計 - 舩橋美香[3]
- 撮影監督 - 八木祐理奈[3]
- 編集 - 須藤瞳[3]
- 3DCGIディレクター - 藤明大悟
- 音響監督 - 岩浪美和[3]
- 音楽 - 下村陽子[3]
- 編曲 - 松尾早人[3]、原口大[3]、吉川美矩[3]
- 音楽制作 - イマジン
- プロデューサー - 有田真代、上町裕介、舟橋貴之、曹聡、松倉友二、荻原周平、藤原利紀
- アニメーション制作プロデューサー - 藤代敦士
- アニメーション制作 - J.C.STAFF[3]
- 製作 - 「まほなれ」製作委員会

### 主題歌
「コラージュ」
「PUFFYとついでにTOOBOE」によるオープニングテーマ。作詞・作曲はTOOBOE、編曲は徳永暁人。
「瞬間最大風速」
halcaによるエンディングテーマ。作詞・作曲は田中秀典、編曲は川口圭太。

### 各話リスト
| 話数   | サブタイトル                                    | 絵コンテ            | 演出       | 作画監督                                                                              | 総作画監督          | 初放送日       |
| ------ | ----------------------------------------------- | ------------------- | ---------- | ------------------------------------------------------------------------------------- | ------------------- | -------------- |
| 第1話  | 私、魔法使いになりたい！                        | 松根マサト          | 石田美由紀 | 藤井昌宏 前原薫 永田有香 外山陽介 都築裕佳子 山本雅章 Studio EverGreen STUDIO MASSKET | 藤井昌宏 松浦麻衣   | 2024年 10月5日 |
| 第2話  | 私、魔法使いになれる、かも？                    | 鈴木行              | 粟井重紀   | 桜井木ノ実 陈亮 李良鵬 廖雪宇                                                         | 大木良一            | 10月12日       |
| 第3話  | 私、マ研に入部しまーす！                        | 高田耕一            | 宮崎修治   | 長谷川眞也 畠山佳苗 アラタ ハヤト 松下純子 Dogwood Studio EverGreen                   | 長谷川眞也 藤井昌宏 | 10月19日       |
| 第4話  | 私、お芋食べまーす！                            | 泉しづか 高田耕一   | 黒瀬大輔   | 村上雄 外山陽介 永田有香 Dogwood STUDIO MASSKET Studio EverGreen                      | 大木良一            | 10月26日       |
| 第5話  | 私、強歩大会で歩きまくりまーす！                | 渡部高志            | 渡部高志   | 村上雄 畠山佳苗 前原薫 STUDIO MASSKET Dogwood                                         | 長谷川眞也          | 11月2日        |
| 第6話  | 私達以外、ハッピーホリデイで みんな帰っちゃった | 高田耕一            | 粟井重紀   | 陈亮 李良鵬 廖雪宇                                                                    | 藤井昌宏 大木良一   | 11月9日        |
| 第7話  | 私、ハッピーホリデイなのに悲劇です！            | 鈴木行              | 石田美由紀 | 大野勉 松下純子 永田有香 外山陽介 舘崎大 Dogwood Studio EverGreen 村上雄              | 大木良一            | 11月16日       |
| 第8話  | 私、サウナで整っちゃいまーす！                  | 福島利規            | 宮崎修治   | 前原薫 畠山佳苗 アラタ ハヤト 永田有香 Studio EverGreen                               | 長谷川眞也          | 11月23日       |
| 第9話  | 私、魔法使いになれちゃう!?                      | 鈴木行              | 粟井重紀   | 安東恒太 约拿単 羊光 Revival                                                          | 大木良一            | 11月30日       |
| 第10話 | 私達のレットランが危機です！                    | 鈴木行              | 黒瀬大輔   | 村上雄 Dogwood                                                                        | 長谷川眞也          | 12月7日        |
| 第11話 | 私、古代魔法使っちゃいます！                    | 永居慎平            | 石田美由紀 | 村上雄 外山陽介 松下純子 Dogwood Studio EverGreen                                     | 大木良一            | 12月14日       |
| 第12話 | 私は、魔法使い以上のものになりたい              | 松根マサト 高田耕一 | 中原れい   | 大野勉 永田有香 村上雄 Dogwood Studio EverGreen                                       | 長谷川眞也          | 12月21日       |

### 放送局
| 放送期間                                                                               | 放送時間                     | 放送局    | 対象地域   | 備考                                 |
| -------------------------------------------------------------------------------------- | ---------------------------- | --------- | ---------- | ------------------------------------ |
| 2024年10月5日 - 12月21日                                                               | 土曜 1:53 - 2:23（金曜深夜） | 毎日放送  | 近畿広域圏 |                                      |
|                                                                                        |                              | TBSテレビ | 関東広域圏 |                                      |
|                                                                                        |                              | CBCテレビ | 中京広域圏 |                                      |
|                                                                                        | 土曜 2:30 - 3:00（金曜深夜） | BS-TBS    | 日本全域   | BS/BS4K放送                          |
|                                                                                        | 土曜 21:00 - 21:30           | AT-X      | 日本全域   | CS放送 / 字幕放送 / リピート放送あり |
| 毎日放送・TBSテレビ・BS-TBSでは『アニメイズム』B1枠、CBCテレビでは『アニメイズム』枠。 |                              |           |            |                                      |

| 配信開始日    | 配信時間                   | 配信サイト |
| ------------- | -------------------------- | --- |
| 2024年10月5日 | 土曜 2:30（金曜深夜） 更新 | dアニメストア アニメタイムズ Lemino |
| 2024年10月8日 | 火曜 2:30（月曜深夜） 更新 | ABEMA U-NEXT アニメ放題 Amazon Prime Video DMM TV FOD バンダイチャンネル Hulu TELASA J:COM STREAM milplus ふらっと動画 ビデオマーケット music.jp カンテレドーガ ニコニコチャンネル |
|               | 火曜 22:30 - 23:00         | ニコニコ生放送 |

### BD
| 巻 | 発売日        | 収録話         | 規格品番  |
| -- | ------------- | -------------- | --------- |
| 上 | 2025年2月26日 | 第1話 - 第6話  | KAXA-8951 |
| 下 | 2025年3月26日 | 第7話 - 第12話 | KAXA-8952 |

### ラジオ
『まほなれラジオ〜レットラン魔法学校普通科ホームルーム〜』のタイトルで、2024年10月3日から文化放送にて放送中。パーソナリティは菱川花菜（クルミ＝ミライ 役）と山田美鈴（ユズ＝エーデル 役）。
| 毎日放送・TBSテレビ アニメイズム B1 | 毎日放送・TBSテレビ アニメイズム B1 | 毎日放送・TBSテレビ アニメイズム B1 |
| 前番組                              | 番組名                              | 次番組                              |
| ----------------------------------- | ----------------------------------- | ----------------------------------- |
| ダンジョンの中のひと                | 魔法使いになれなかった女の子の話    | 日本へようこそエルフさん。          |